# Aechmea mulfordii
Espèce
Classification phylogénétique
Synonymes
- Gravisia fosteriana L.B.Sm.

Aechmea mulfordii est une espèce de plantes à fleurs de la famille des Bromeliaceae, endémique de la forêt atlantique (mata atlântica en portugais) au Brésil.

## Synonymes
- Gravisia fosteriana L.B.Sm.[1].

## Distribution
L'espèce est endémique des États de Bahia et de Pernambuco au centre-est et nord-est du Brésil.

## Description
L'espèce est épiphyte.